# Erixum II
Erixum II o Erišum II va ser un rei d'Assíria que hauria estat enderrocat per Xamxi-Adad I cap a l'any 1808 aC. La Llista dels reis d'Assíria el fa fill de Naram-Sin. En tot cas, en el seu temps potser hi havia dos reis amb aquest nom: Naram-Sin d'Assíria, possiblement el seu pare, que va governar cap als anys 1855/1840 aC i 1825/1810 aC, i Naram-Sin d'Eixnunna que va regnar potser del 1820 aC al1800 aC. És possible també que Naram-Sin d'Assíria hagués conquerit Eixnunna i es tractés del mateix rei.
Els fets no es coneixen i hi ha almenys tres possibilitats: 
- Una possibilitat és que a la mort de Naram-Sin d'Assíria cap al 1815 aC, el governant de Xubat-Enlil, Xamxi-Adad I hagués intentat ocupar Ekal·latum. Erixum II, el fill i successor de Naram-Sin d'Assíria hauria demanat ajut a Naram-Sin d'Eixnunna. Aquest va rebutjar a Xamxi-Adad que va haver de fugir a Babilònia, però a la mort del rei d'Eixnunna potser el 1810 aC, Xamxi-Adad va tornar, va ocupar Ekal·latum i des d'aquesta base va conquerir Assur al cap de tres anys.
- La segona possibilitat és que cap al 1815 aC, el governant de Xubat-Enlil, Xamxi-Adad I hagués intentat ocupar Ekal·latum que governava el rei Naram-Sin d'Assíria, que va rebutjar l'atac de Xamxi-Adad i va haver de fugir a Babilònia, però a la mort del rei d'Assíria el 1810 aC, l'hauria succeït el seu fill Erixum II i Xamxi-Adad va tornar, va ocupar Ekal·latum i des d'aquesta base va conquerir Assur al cap de tres anys. Naram-Sin d'Eixnunna no va intervenir en aquest afer i va morir una mica més tard (potser el 1800 aC o poc després) deixant el regne al seu fill Daduixa.
- La tercera possibilitat és que abans del 1820 aC Naram-Sin d'Assíria va enderrocar a Ipiqadad II d'Eixnunna (que devia regnar entre el 1840 aC i el1820 aC) i va reunir els regnes d'Assur i Eixnunna a les seves mans. A la seva mort entre 1815 i 1810 aC el van succeir els seus fills, Daduixa a Eixnunna i Erixum II a Assur.

Erixum havia de ser un rei de certa edat. Puzur-Aixur II, el seu avi, va morir cap a l'any 1850 amb 70 anys o més. El seu fill Naram-Sin va pujar al tron amb uns 50 anys (en tot cas més de 40) i hauria mort també vell o molt vell entre 1815 i 1810 aC segurament amb 80 anys o més; per tant el seu fill Erixum, cap a l'any 1815 aC havia de tenir més de 50 anys. Se li assigna un regnat de 6 anys el que dificulta la segona possibilitat de les esmentades i quadra millor amb la primera (regnat d'entre el 1815 aC i el 1809 aC, enderrocat el 1808 aC). Cap al 1809 aC o 1808 aC va perdre el tron davant Xamxi-Adad I, durant l'expansió de les tribus amorrites.